# Фріц цур Лоє
Фріц цур Лоє (нім. Fritz zur Loye; 10 вересня 1888, Бад-Цвішенан — 9 вересня 1981, Ольденбург) — німецький політик, генераларбайтсфюрер (аналог генерал-майора) Імперської служби праці.

## Біографія
Після закінчення початкової та середньої школи у 1909 році отримав атестат зрілості в Ольденбурзі. У 1912 році склав іспит з геодезії та культурного будівництва для Пруссії. Восени 1914 року в Ольденбурзі склав державний іспит на звання найвищого землеміра та краєзнавця. З 1914 по 1918 рік цур Лойє брав участь у Першій світовій війні, де бився на Західному фронті і навесні 1918 року був призначений командиром піхотної ескортної батареї.
У січні 1919 року Лоє вступив на державну службу в Ольденбурзі як державний радник з культури, де працював в Дирекції землеміру, Управлінні поселення та Управлінні з керівництва маєтками. 1 листопада 1930 року вступив у НСДАП (квиток №349 037). З червня 1932 по середину 1939 року — комісар Імперської служби праці в гау Везер-Емс. Восени 1933 року очолив ІСП в гау. З 1940 року працював в ІСП у Нідерландах.
З квітня 1938 року і до кінця Другої світової війни Лоє був депутатом рейхстагу у виборчому окрузі №14.

## Нагороди
- Залізний хрест 2-го і 1-го класу
- Військовий хрест Фрідріха-Августа (Ольденбург) 2-го і 1-го класу
- Почесний хрест ветерана війни з мечами